# Dualita částice a vlnění

Fotoelektrický jev.

Myšlenku duality částic a vlnění zavedl v roce 1905 Albert Einstein pro objasnění fotoelektrického jevu. Fyzikální pojem dualita částice a vlnění se vztahuje ke skutečnosti, že světlo lze popsat buď jako vlnu nebo jako částici, v závislosti na uspořádání experimentu a způsobu pozorování. Ačkoliv se tato dualita v obecnosti týká veškeré hmoty, nejčastěji se s ní lze setkat v případě objektů s velmi malou hmotností, zvláště pak u elementárních částic. Vysvětlením se zabývají interpretace kvantové mechaniky.

## Elektromagnetické záření

Dvojštěrbinový experiment.

Např. elektromagnetické záření může někdy vykazovat vlnový charakter (např. při ohybu světla), a jindy se chová jako částicové záření (např. u fotoelektrického jevu). Světlo lze tedy popsat vlnovou teorií, ale také teorií kvantovou.
Na otázku, zda má toto záření vlnový nebo částicový charakter, nelze odpovědět jednoznačně. Některé jevy v oblasti optiky lze vysvětlit pouze prostřednictvím vlnového charakteru světla, zatímco jiné jevy (např. fotoelektrický jev) lze vysvětlit pouze pomocí fotonů.
Z tohoto hlediska lze tedy tvrdit, že obě teorie se vzájemně doplňují, a pro daný jev je vždy nutné vybrat vhodný teoretický popis. Světlo tedy chápeme jako fyzikální jev, který má vlnovou i korpuskulární povahu. Právě tato skutečnost je chápána jako dualita vln a částic.
Částicová povaha elektromagnetického záření se projevuje především v krátkovlnných oblastech (tzn. při vysokých energiích fotonů), vlnová povaha v oblasti dlouhovlnné.

## Zobecnění
Kvantová teorie ukazuje, že vlnové vlastnosti vykazují (v určitých situacích) všechny částice. Tato skutečnost je jedním z důležitých objevů kvantové fyziky. Takovou hypotézu vyslovil poprvé roku 1924
Louis-Victor de Broglie jenž vyslovil domněnku, že i částice lze popsat vlnovou délkou o velikosti:
{\displaystyle \lambda ={\frac {h}{p}}},
kde h je Planckova konstanta a p je hybnost částice. Ve svých důsledcích to znamená, že každému vlnění lze přiřadit určité částicové vlastnosti, a naopak, každá částice se může projevovat jako vlnění. Například rozlišení v elektronovém mikroskopu, kde látku sondují elektrony, závisí na jejich kinetické energii - vyšší rychlost (i kinetická energie) odpovídá vyšší hybnosti, čímž se snižuje jejich vlnová délka a lze tedy dosáhnout vyššího rozlišení.

## Makroskopická analogie
Například pomocí vibrující hladiny lze vytvořit klasickou analogii (Faradayova vlna odpovídá de Broglieho vlně). Experimentálně realizované makroskopické chování jako u difrakce, atomárního orbitu či tunelování provedl Yves Couder. Později také vědci z MIT vytvořili analogii "pilotní vlny", kdy statistika poloh náhodně se pohybující makroskopické částice vykazovala tvar jako u vlnové funkce. A také australští vědci, kteří tak například vytvořili i krystalizaci.